# Patrick Picot
Patrick Picot, född den 22 september 1951 i Saint-Mandé, Frankrike, är en fransk fäktare som tog OS-guld i herrarnas lagtävling i värja i samband med de olympiska fäktningstävlingarna 1980 i Moskva.